# 一色学校
一色学校（いしきがっこう）は、明治時代に三重県朝明郡富田一色村（竜泉寺の南隣）に存在した公立学校（小学校)。現在の四日市市立富洲原小学校の前身の1つ。一色尋常小学校と改称した。天ヶ須賀地区（天ヶ須賀村）の天ヶ須賀学校と合併して朝明郡（その後の三重郡）富洲原村立富洲原尋常小学校となった。

## 概要
- 富洲原の歴史では1876年（明治9年）に朝明郡富田一色村に一色学校が創設された事が富洲原地区の近代教育の歴史の開始である。1879年（明治12年）に学制から教育令となり、学校の設置も地方の実情で緩和されて、4年間の就学強制から最小限度1年に4か月ずつ4年間で合計16ヵ月と緩和された。

教科は以下である。
1. 読書科
2. 習字科
3. 算術科
4. 地理科
5. 歴史科
6. 修身科
7. 絵画科
8. 唱歌科
9. 体操科
10. 女子生徒のみ必修教科だった裁縫科

- 条文で体罰禁止や試験の付沿いの認可するなど、自由主義的な色彩が強かった[1]。
- 一色学校の生徒は、生徒の大部分の割合を占める東富田村から移住してきた富田4家の富田伊藤家・富田渡辺家・富田鈴木家・富田小川家の学童。
- 生徒の大部分の割合を占める富田一色地区に多い苗字の一色4家の富田一色野呂家・富田一色生川家・富田一色樋口家・富田一色渡部家の学童。
- 名門の家柄で実業家の初代平田佐次郎や政治家の片岡恒一などで有名な平田紡績家の富田一色平田家の子弟と、海運橋沿いの商人の富田一色片岡家の子弟。
- 少数の苗字であり、周辺地域から移住してきた一族である富田一色大山家・富田一色佐藤家・富田一色葛山家・富田一色笹岡家・富田一色加藤家・富田一色竹岡家・富田一色森家・富田一色林家の学童。
- 一色学校はこれらの苗字の生徒で構成されていた。

### 明治20年の一色学校の様子の調査結果
校種
- 尋常科

教室坪数
- 55

年中授業日数
- 258日

訓導
- 男性教師1人

助手
- 男性教師1人

生徒数
- 男性103人
- 女性42人

校種
- 簡易科

教室坪数
- 35

年中授業日数
- 258日

生徒数
- 男性87人
- 女性45人[3]

## 一色学校卒業生の進路
- 朝明郡富洲原村の大字富田一色の526番屋敷の平民身分の大山丈吉は1868年（明治元年）4月14日生まれである。
- 1879年（明治12年）5月20日に、朝明郡開進學校に入学する。下等第4級を卒業する。
- 1880年（明治13年）5月に、朝明郡公立一色学校へ入学する。下等小学の教科を卒業する。
- 1882年（明治15年）に、再び一色学校へ入学する。小学中等科を卒業する。
- 朝明郡の一色尋常小学校の授業生となり、その後朝明郡富田尋常小学校兼富田簡易科授業所授業生（月収が4円であった）となる。

警察官となる。
- 三重県から三重県警察の巡査を拝命する。山田警察署に勤務する。
- 京都府の巡査となる。

教師となる。
- 朝明郡の公立学校の一色学校の助手として勤務する（月収は3円であった）。
- 朝明郡の発蒙尋常小学校（現在の川越町立川越北小学校）に雇用される。
- 朝明郡の富洲原尋常小学校准訓導となり、その後正規教員となる[4]。

### 小学校教員免許状の内容（参考文献に記述）
- 三重県の平民の大山丈吉。明治元年（1868年）4月生まれの教員免許状。
  - 担当教科は修身・教育・国語・歴史・地理・数学・理科・習字・体操の教員免許状。
  - 右ハ前期ノ科目に就き検定を三重県内において、尋常小学校本科正教員たることを免許する。三重県知事従4位勲4等吉荘嘉門。

### 卒業証書の内容（参考文献に記述）
- 三重県の平民の鈴木源八。明治11年（1878年）3月生まれの一色学校の卒業証書。　
  - 右ハ尋常小学校第4年ノ教科を履修して授業を完了セルヲもってこの証書を授与する。
- 三重県の平民の伊藤清蔵。三重県朝明郡の第3学年の一色学校生徒である。明治7年（1874年）9月生まれの卒業証書。
  - 小學初等科第5級卒業の侯事。
  - 明治18年（1885年）10月12日に、一色學校の6等訓導の葛山徳次郎より授与された卒業証書。第2262号。
- 三重県の平民の伊藤きえこ（女性）。三重県朝明郡の第3学年の一色學校の女子生徒である。明治8年（1875年）7月生まれの卒業証書。
  - 小學初等科の第6級を卒業した侯事。
  - 明治16年（1883年）5月5日に、額田學校の試験委員の5等訓導の山添道善より授与された卒業証書。第1345号。
- 下等小学校卒業諸書。朝明郡富田一色村の大山金之助。明治13年（1880年）2月生まれである。
  - 下等小学教科卒業侯事。
  - 三重県（旧伊勢国）の朝明郡所属の公立一色学校。第743号[5]。

## 歴史
- 1876年（明治9年） に 富田一色村の塩役運河沿いに富田一色村と松原村の子供を対象とする一色学校が創立された。郷土史に名前を残した有名な卒業生は以下である。
  1. 初代平田佐次郎と、その長男で平田紡績2代目社長の2代目平田佐次郎。
  2. 塩役運河沿いの平治郎橋の建設者の7代目伊藤平治郎。
  3. 富田一色区長で水産功労者の生川平三郎。
- 三重郡富洲原町の3大政治家の2代目平田佐次郎・伊藤平治郎・生川平三郎の3人が一色学校の出身者である。他に加藤正家（三重郡富洲原町長）・片岡徳松（商人）・渡部与助（商人）などが卒業生にいる。
- 1886年（明治19年）の4月に小学校令が公布されて、小学校の修業年限を尋常科は4ヵ年で、高等科は4か年で別種類の學校として、尋常科の4か年は就学の義務制が実施された。明治初期の制度では就学の必要性や責任は強調していたが。小学校令によって義務教育がスタートした。明治中期は松方デフレによって不景気であった事から経済面など土地の事情で天ヶ須賀学校では、3年制の簡易科授業所が設置される。富田一色中条（中部の富田一色寺町自治会）寺町通りの竜泉寺の鐘つき堂の南側の酒倉を一色學校の仮校舎とした[6]。男性教師が2名であり、男子生徒は44名、女子生徒が13名であった[7]。

- 1887年（明治20年） - 一色学校を一色尋常小学校と改称する。[8]
- 1889年（明治22年） - 朝明郡富田一色村・朝明郡天ヶ須賀村・朝明郡松原村が合併した。町村制施行により朝明郡（その後の三重郡）富洲原村が発足する。
- 1893年（明治26年）-　一色尋常小学校と天ヶ須賀簡易科授業所が合併して、富洲原村立富洲原尋常小学校となる[9]（教室は富田一色校舎と、天ヶ須賀校舎の各地区に分かれて、4年制であった。男性教師が5名で男子生徒が277名、女子生徒が218名であった）。
- 富田一色の生徒数は平成5年度の卒業生が27名であった。

## 富洲原小学校（富洲原尋常小学校）の成立
- 1893年（明治26年） -　朝明郡（その後の三重郡）富洲原村立富洲原尋常小学校となる。天ヶ須賀の1年生は、明願寺の山門に通い、2年生は天ヶ須賀本町の校舎の野村医師宅のそばへ、3年生は、龍泉寺鐘つき堂南の学校へ通学して、4年生は小石川材木所付近の一色学校へ通学した。そのあとの4年間は、大矢知村他1か村組合立高等小学校に進学した。
- 1894年（明治27年） - 富洲原尋常小学校は、龍泉寺の南の校舎から、富田一色地区の大字屋敷に移転した。この校舎は、蛭子町・大黒町・弁天町にまたがり、西側が堀川（塩役運河）に面した位置である。天ヶ須賀地区の生徒は、住吉町の西側にある堤防の道を通って通学していた。
- 1896年（明治29年） - 三重郡富洲原村立富洲原尋常小学校と富洲原高等小学校の校地を富田一色の大字屋敷の区域に移転する工事が完了する。
- 1902年（明治35年） - 三重郡富洲原村立富洲原尋常高等小學校に改称される。高等科（2年制）を併設する。
- 1916年（大正5年）9月30日 - 現在地の富田一色地区の甚五兵衛町自治会の区域に新校舎が新築された。川越村高松在住の地主である13代目内田巳巳太郎から再三の懇願の結果、保有していた田圃を譲り受けた土地である。（校舎の北側を除く周辺には黒松を、西側にポプラを、北と南側にはアカシアが植えられた）。
- 1923年（大正12年） - 富洲原村の町制施行により三重郡富洲原町立富洲原尋常高等小学校となる。